# Vidriófono
Un vidriófono o vitrófono es un instrumento musical, inventado en 1983 por Sascha Reckert, que "utiliza tubos de vidrio afinados," abiertos por un lado y ordenados por tamaño (normalmente en una escala cromática, ordenados de mayor a menor, como los tubos de un órgano de tubo). El sonido se consigue mediante el frotado del borde de uno o más  tubos de vidrio, o también frotándolos con una baqueta especial. Los tubos están cerca entre sí, así que los acordes se pueden tocar frotando varios tubos a la vez. El instrumento tiene un volumen natural mayor al de la armónica de cristal y otros instrumentos de vidrio. Todas las piezas compuestas para armónica de cristal se pueden tocar con el vidriófono.

## Predecesores
A lo largo de la historia han existido otros instrumentos de vidrio, como la armónica de cristal.

## Etimología
Vidriófono en inglés se dice verrophone, de verre, vidrio en francés, que a su vez viene del latín, vitrum, es por esto que en español existen dos tendencias a la hora de nombrar al vidriófono, esta, tendiente al castellano y, vitrófono, tendiente al latín.
La partícula fono viene del griego phonos, sonido.